# Decisive Battles of World War II: Battles in Italy
Decisive Battles of World War II: Battles in Italy — военная пошаговая стратегическая компьютерная игра, последняя часть серии игр «Decisive Battles of World War II». Была разработана компанией Strategic Studies Group и выпущена Matrix Games в 2005 году. Сюжет игры повествует об Итальянской кампании.
Battles in Normandy основана на игровой системе «Decisive Battles of World War II». В игре было сделано много улучшений, переписан искусственный интеллект и переработан пользовательский интерфейс.

## Игровой процесс

Игровой процесс

Battles in Normandy представляет собой пошаговый гексагональный варгейм, основанный на системе Decisive Battles of World War II от Strategic Studies Group. В систему были добавлены новые правила для кооперации между странами, капитуляции и политики. Изменилась вместимость морского транспорта и особенности объединения боевых единиц. Максимальный размер карты был увеличен в 12 раз. Игра позволяет играть как за союзников, так и за «Ось».

## Сюжет
В игре представлены три большие битвы Итальянской кампании — Сицилийская операция (Операция «Хаски»), Высадка в Салерно (Операция «Аваланч») и Анцио-Неттунская операция (Операция  «Галька»).

## Отзывы
| Сводный рейтинг         | Сводный рейтинг |
| Агрегатор               | Оценка          |
| ----------------------- | --------------- |
| GameRankings            | 84 %            |
| Иноязычные издания      |                 |
| Издание                 | Оценка          |
| Net Wargaming Italia    | 8,3/10          |
| Computer Games Magazine | 4/5             |
| The Gamers Tample       | 80 %            |
| Armchair General        | 83 %            |
| Русскоязычные издания   |                 |
| Издание                 | Оценка          |
| Absolute Games          | 75 %            |

В обзоре итальянского сайта Net Wargaming Italia игра получила 84%. Рецензент высоко оценил пользовательский интерфейс и реалистичность игры. Журнал Computer Games Magazine поставил игре оценку 4 из 5.
Константин Фомин в рецензии на сайте Absolute Games поставил игре 75 баллов из 100 и отметил правдивость исторических событий и отточенный геймплей, но раскритиковал высокую сложность для новичков и скромный набор стандартных сценариев.